# Jaguariaíva

Jaguariaíva este un oraș în Paraná (PR), Brazilia.